# Hongarije op de Olympische Winterspelen 1960
Tijdens de Olympische Winterspelen van 1960, die in Squaw Valley (Verenigde Staten) werden gehouden, nam Hongarije voor de achtste keer deel.

## Deelnemers en resultaten

### Biatlon
| Olympiër  | Discipline | Resultaat | Prestatie                               |
| --------- | ---------- | --------- | --------------------------------------- |
| Pál Sajgó | 20 km (m)  | 26e       | 2:02.27,3 (+29.05,7) pen.: 14 (5-3-2-4) |

### Langlaufen
| Olympiër        | Discipline | Resultaat | Prestatie         |
| --------------- | ---------- | --------- | ----------------- |
| Pál Sajgó       | 15 km (m)  | 34e       | 57.02,9 (+5.07,4) |
| Pál Sajgó       | 50 km (m)  | dnf       | opgave            |
| Magdolna Bartha | 10 km (v)  | 23e       | 47.23,2 (+7.36,6) |

### Schansspringen
| Olympiër    | Discipline | Resultaat | Prestatie                  |
| ----------- | ---------- | --------- | -------------------------- |
| Tamás Sudár | mannen     | 41e       | 165,8 punten (73,5+64,0 m) |

Argentinië · Australië · Bulgarije · Canada · Chili · Denemarken · Duits eenheidsteam · Finland · Frankrijk · Groot-Brittannië · Hongarije · IJsland · Italië · Japan · Libanon · Liechtenstein · Nederland · Nieuw-Zeeland · Noorwegen · Oostenrijk · Polen · Sovjet-Unie · Spanje · Tsjecho-Slowakije · Turkije · Verenigde Staten · Zuid-Afrika · Zuid-Korea · Zweden · Zwitserland